# 小行星3670
小行星3670（英語：3670 Northcott）是一颗围绕太阳公转的小行星。1983年1月22日，愛德華·鮑威爾在可可尼诺县发现了此天体。
这颗小行星的绝对星等为138.73630等。